# Hoeryong (métro de Séoul et d'Uijeongbu)
Pour l’article homonyme, voir Hoeryŏng.
Hoeryong (hangeul : 회룡 ; hanja : 回龍) est une station de correspondance entre la ligne 1 du métro de Séoul et la ligne u unique ligne du métro d'Uijeongbu. Elle est située au 363 Pyeonghwa-ro, à proximité du centre ville d'Uijeongbu, dans la province Gyeonggi, au nord-est de Séoul en Corée du Sud.
Mise en service en 1986, elle devient une station de correspondance en 2012. Elle est desservie par les rames qui circulent sur la ligne 1 et les rames qui circulent sur la ligne U.

## Situation sur le réseau

Plan du réseau (2023)

La station Hoeryong est une station de correspondance, entre la ligne 1 du métro de Séoul et la ligne U du métro d'Uijeongbu, :
- sur la ligne 1, établie en surface, elle est située entre la station Uijeongbu, en direction du terminus nord Yeoncheon, et la station Mangwolsa en direction, via Guro, du terminus ouest Incheon, ou du terminus sud Sinchang[1] ;
- sur la ligne U, établie en aérien, elle est située entre la station Balgok, terminus ouest, et la station Beomgol en direction du terminus est Plateforme temporaire de dépôt de véhicules[2],[1].

## Histoire
La station Hoeryong de la ligne 1 est mise en service le 2 septembre 1986 sur la ligne Gyeongwon,.
Elle devient une station de correspondance avec la ligne U du Métro d'Uijeongbu, lors de la mise en service de la station Hoeryong de la ligne U, le 1er juillet 2012, lors de l'ouverture à l'exploitation des 11,1 km de l'unique ligne du métro d'Uijeongbu de type Véhicule automatique léger (VAL). Elle est organisée pour être l'unique correspondance de la ligne en étant reliée avec la station de surface Hoeryong de la ligne 1,.
Le 6 décembre 2014 la reconstruction de la station de la ligne 1 en station de correspondance s'achève. Les installations d'accueil et de billetterie qui étaient sous les voies ont été réinstallées dans un nouvel étage situé au-dessus des voies. Cela permet de faciliter les correspondances avec un passage direct avec la station en aérien de la ligne U. Puis en 2018, deux nouvelles bouches sont aménagées au sud et de chaque côté des installations de la ligne 1 pour faciliter l'accès des habitants proches qui ont vu leur temps d'accès à la station augmenter dans sa nouvelle configuration.

## Services aux voyageurs

### Accès et accueil
Établie en surface et en aérien, la station est située au 363 Pyeonghwa-ro, à proximité du centre ville d'Uijeongbu. Le bâtiment, qui surplombe les voies et quais de la ligne 1, facilite les correspondances entre la ligne U aérienne et la ligne 1 en surface. La station dispose de cinq bouches, numérotées de 1 à 5. Les bouches 1 et 2 permettent un accès direct à la station de la ligne U, la bouche 3 permet l'accès direct à l'accueil, la billetterie et les bouches 4 et 5 ont été ajoutées pour permettre un accès direct au sud des quais de la ligne 1.
Les cheminements piétons entre le sol, le premier étage et le deuxième étage sont équipés d'escaliers, d'escaliers mécaniques et d'ascenseurs; les deux quais sont équipés de portes palières,.

### Desserte

#### Station ligne 1
Hoeryong, ligne 1, est desservie par les rames omnibus et express qui circulent sur la ligne.

Installations ligne 1
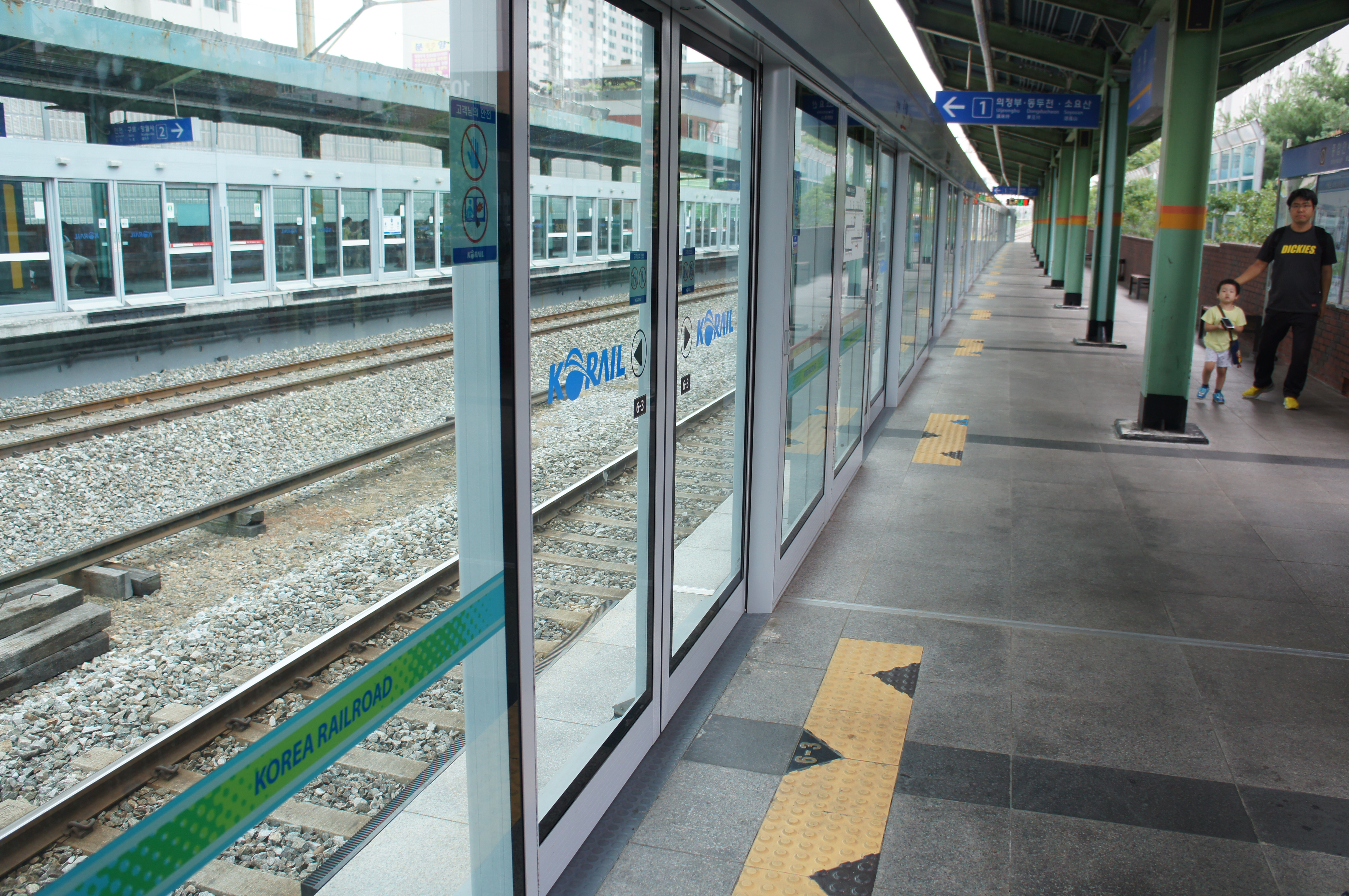
En 2014.
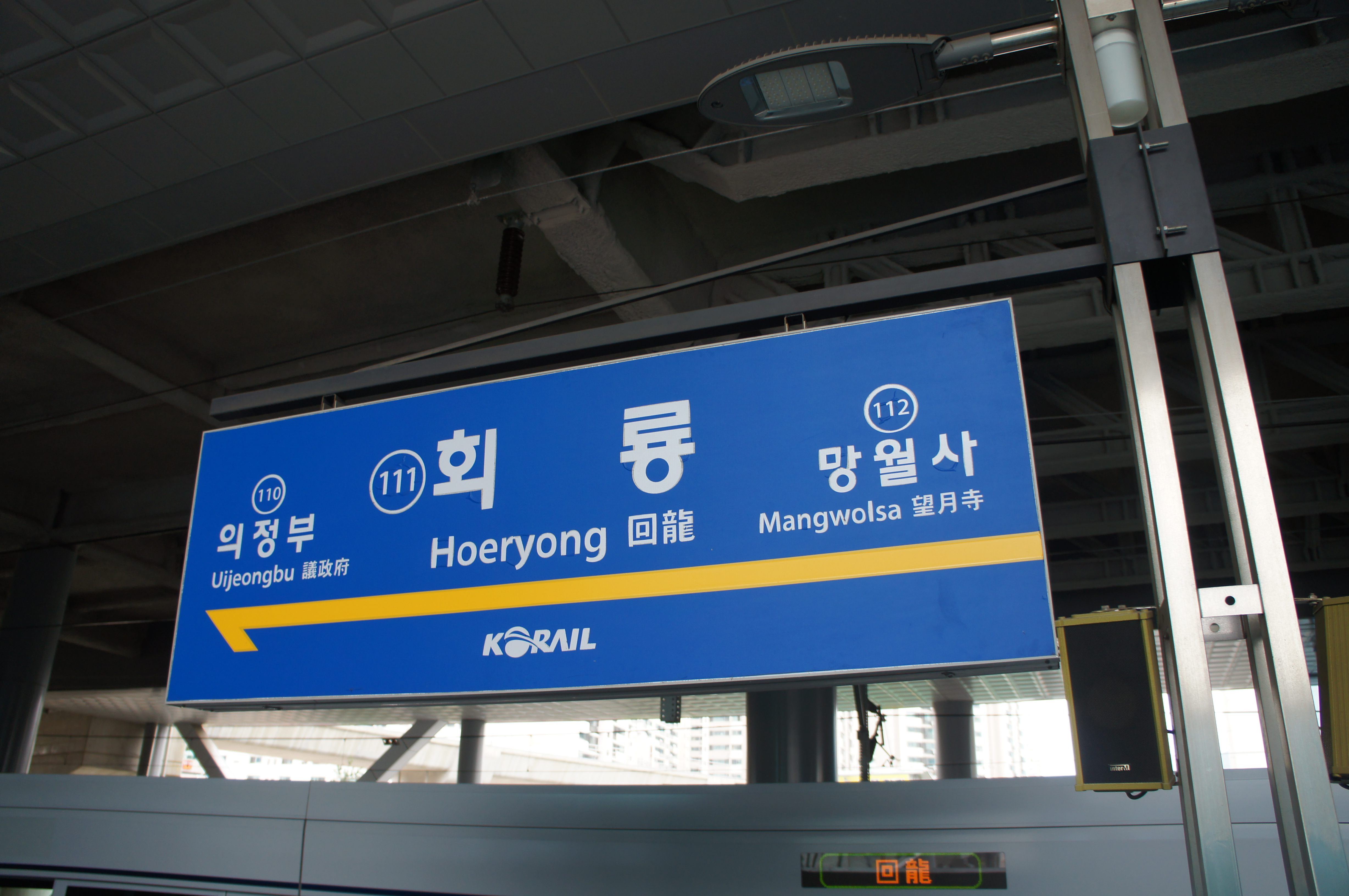
En 2014.
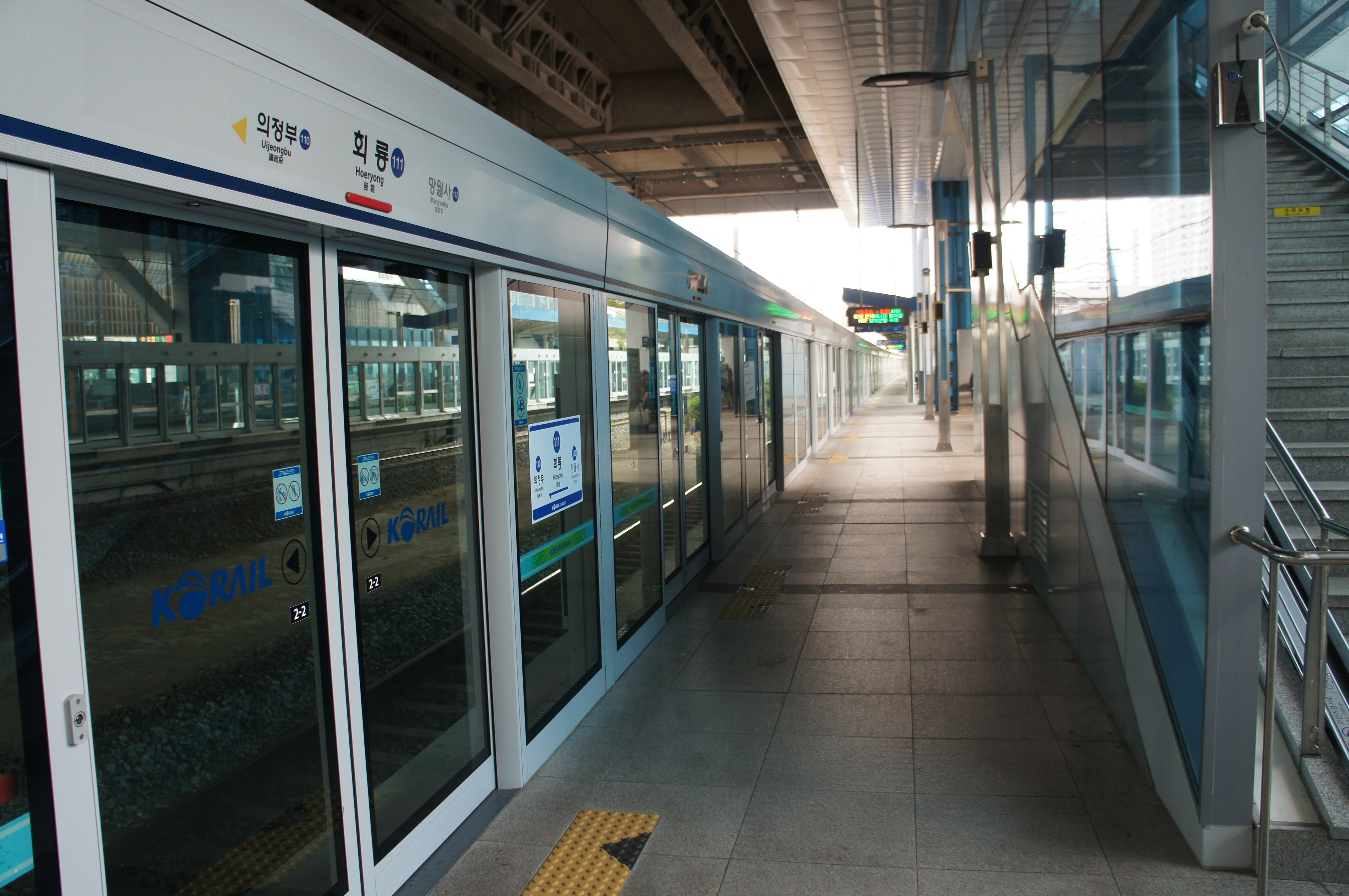
En 2014.

#### Station ligne U
Hoeryong, ligne U, est desservie de 5h à 24h, à une fréquence qui varie en fonction des périodes, par les rames automatiques du métro d'Uijeongbu.

Installations ligne U
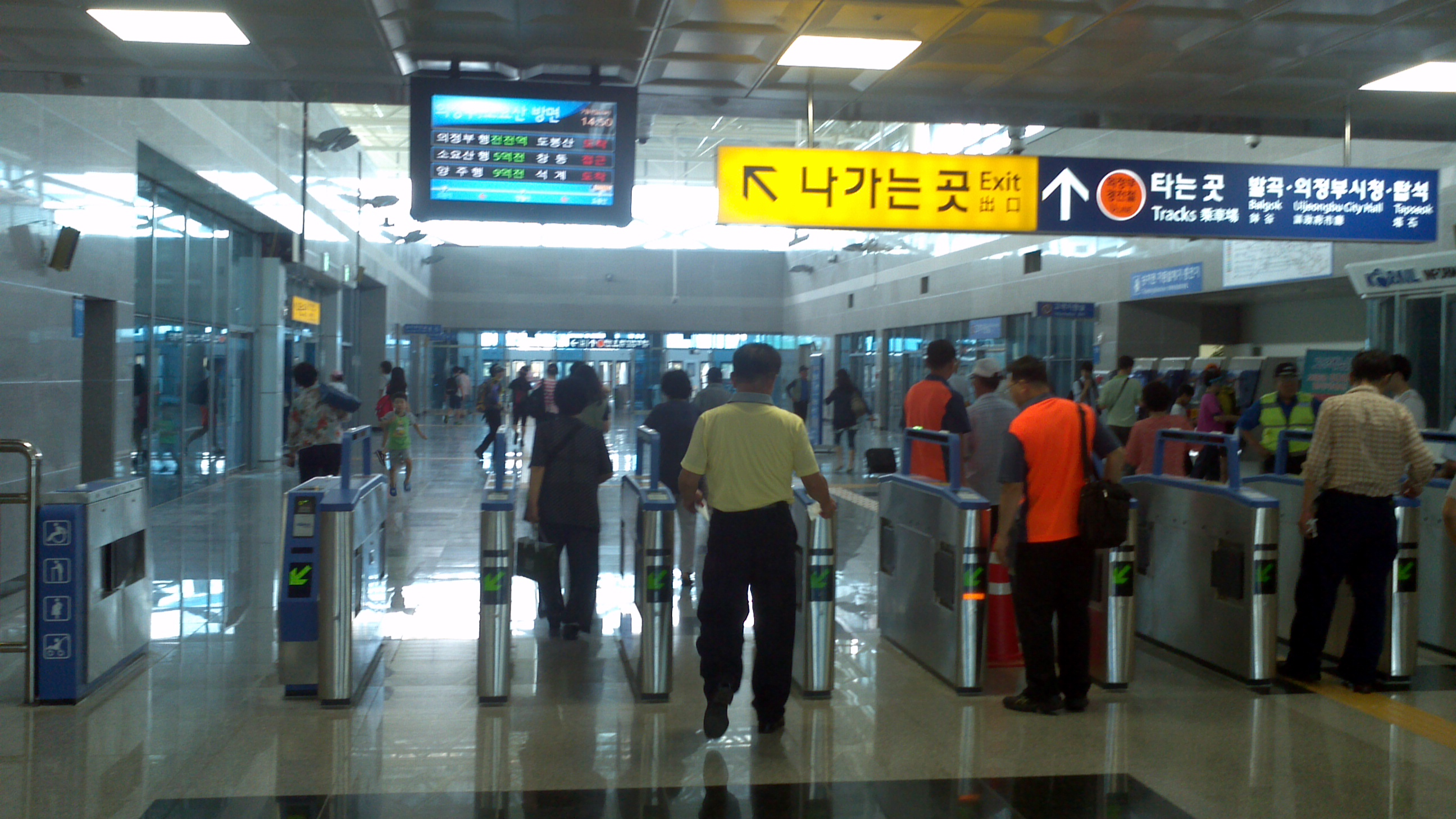
En 2012.
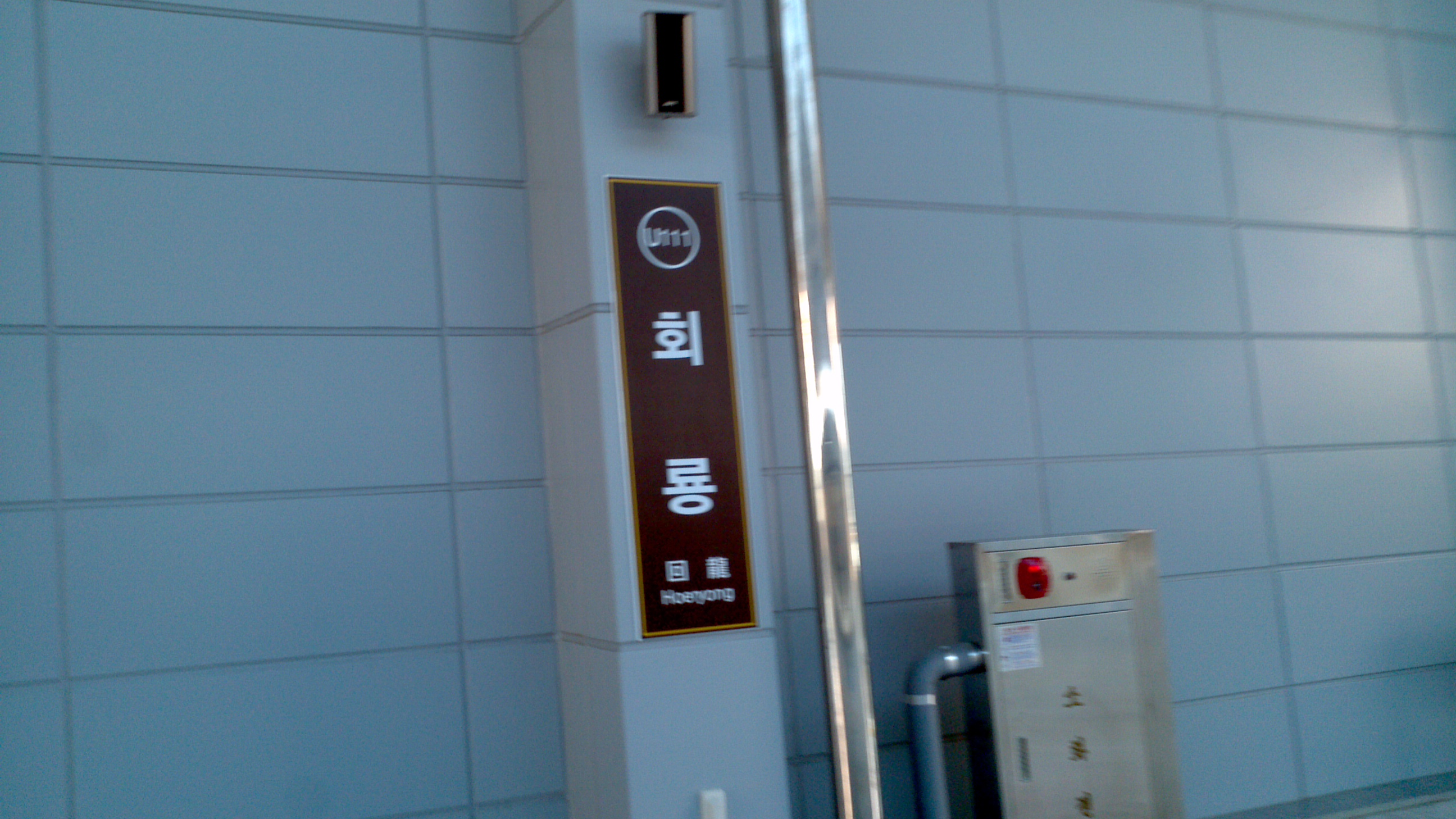
En 2012.
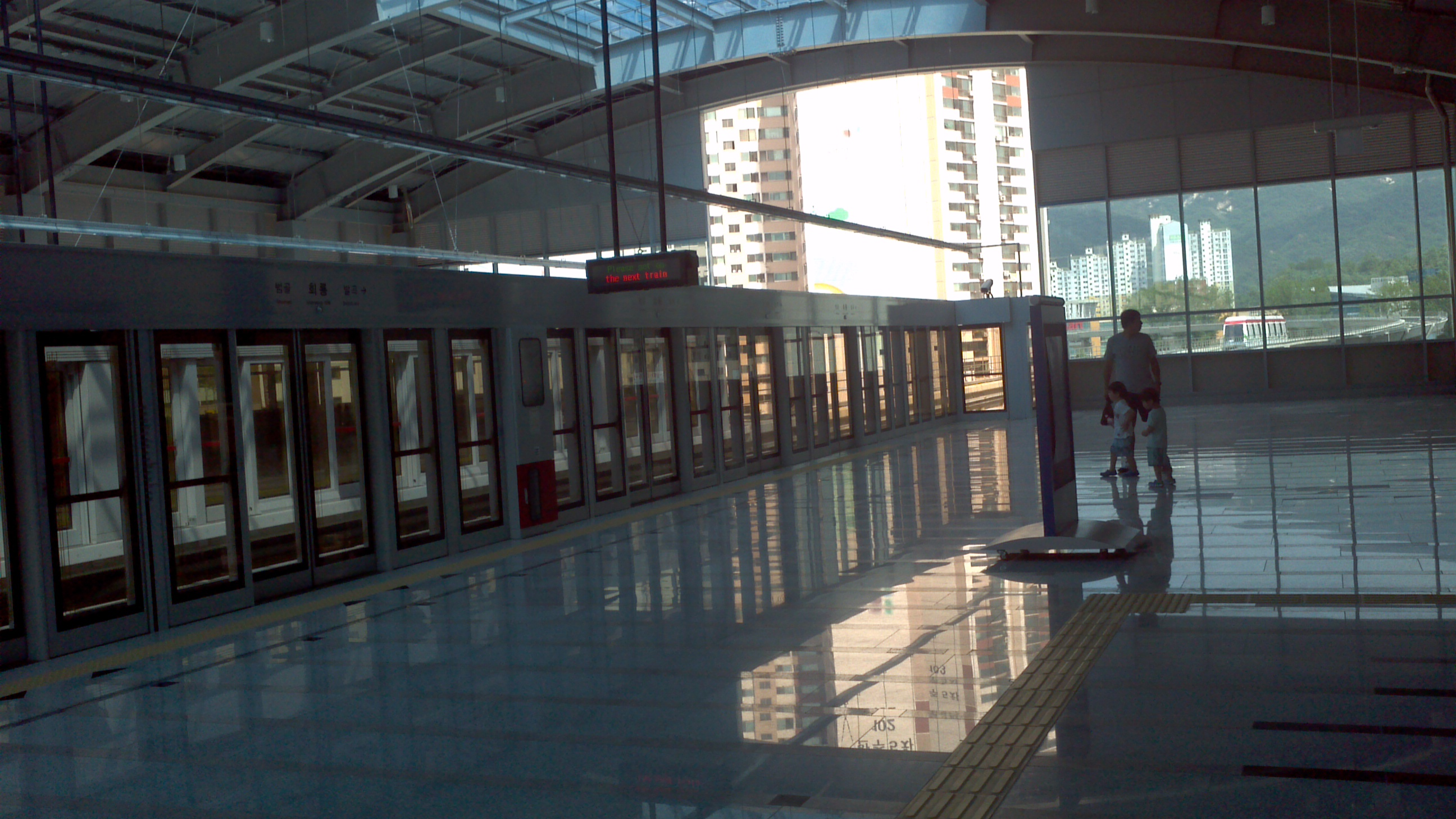
En 2012.

### Intermodalité
Près de la station aérienne des parcs pour les vélos sont installés à proximité des escaliers. Des arrêts de bus sont desservis par les lignes 201 et 208-2.